# Mathias Binswanger

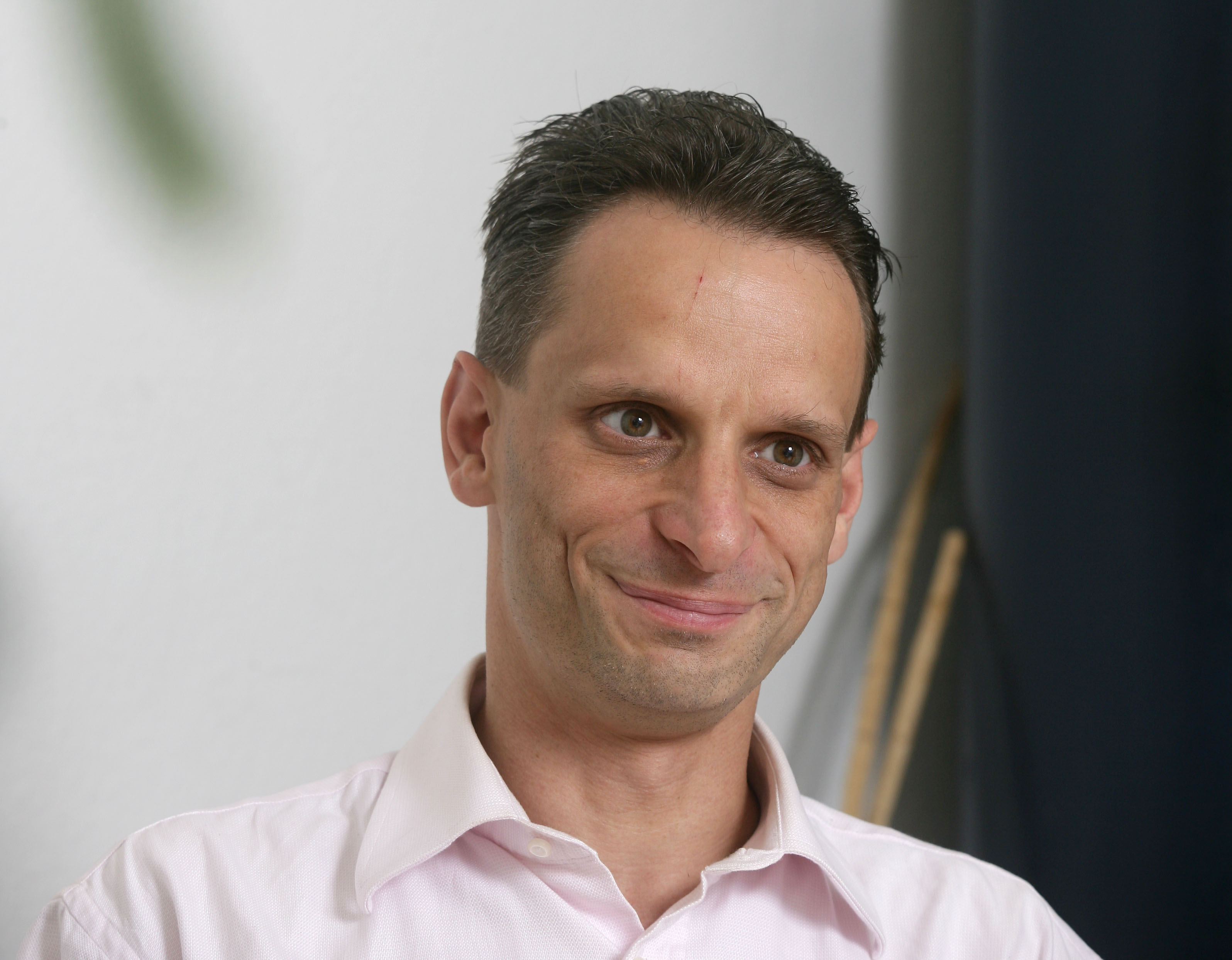
Mathias Binswanger (2008)

Mathias Binswanger (* 10. Oktober 1962 in St. Gallen) ist ein Schweizer Ökonom. Er ist Professor für Volkswirtschaftslehre an der Fachhochschule Nordwestschweiz in Olten, Privatdozent an der Universität St. Gallen und Publizist.

## Tätigkeiten
Binswanger begann seine akademische Laufbahn an der ETH Zürich mit dem Studium der Chemie, das er aber nach zwei Semestern abbrach, worauf er Wirtschaft an der Universität St. Gallen zu studieren begann und das Studium mit dem Lizentiat abschloss. Er wurde an der Universität Kassel promoviert und habilitierte sich wiederum an der Universität St. Gallen. 1998 wurde er von der Fachhochschule Nordwestschweiz zum Professor ernannt.
Binswanger war Gastprofessor, Dozent und Vortragender an verschiedenen Hochschulen, so an der Universität Basel, an der Technischen Universität Freiberg in Deutschland, an der Qingdao Technological University und der Lanzhou University in China und an der Banking University in Ho-Chi-Minh-Stadt, Vietnam.
Seine Forschungsschwerpunkte liegen in den Bereichen Makroökonomie, Finanzmarkttheorie, Umweltökonomie sowie in der Erforschung des Zusammenhangs zwischen Glück und Einkommen. Zudem vertritt er, ähnlich wie sein Vater Hans Christoph Binswanger, die These eines Wachstumszwangs in der Geldwirtschaft. Seine Modelle des Wirtschaftskreislaufs entfachten eine Kontroverse zum Thema des Wachstumszwangs (→ Stock-Flow Consistent Model). Ausführlich dargestellt ist die These des Wachstumszwangs in dem 2019 erschienenen Buch Der Wachstumszwang – Warum die Volkswirtschaft immer weiterwachsen muss, selbst wenn wir genug haben.
Mathias Binswanger publiziert sowohl in Fachzeitschriften als auch in der Presse. Für die Zeitschrift Schweizer Monat schrieb er ab 2011 alle zwei Monate eine Kolumne in der Rubrik Marktplatz, und für die Zeitschrift Bilanz verfasste er bis 2015 eine Kolumne zu ökonomischen Trends. Seit 2019 schreibt er regelmässige Beiträge für den Blog Never mind the markets, der u. a. im Tagesanzeiger, Berner Zeitung und Basler Zeitung erscheint. Er ist Autor des 2006 erschienenen Buches Die Tretmühlen des Glücks, das in der Schweiz zum Bestseller wurde. Im September 2010 erschien Sinnlose Wettbewerbe, im März 2015 das Buch Geld aus dem Nichts und 2019 Der Wachstumszwang.
Im Mai 2023 gründete er zusammen mit Stefan Flückiger den Verein Faire Märkte Schweiz (FMS) und wurde dessen Vizepräsident.
Gemäss dem Ökonomen-Einfluss-Ranking der Neuen Zürcher Zeitung gehört Mathias Binswanger seit Jahren zu den einflussreichsten Ökonomen der Schweiz und wurde 2019 am häufigsten von Politikern als Inspirationsquelle genannt.
Mathias Binswanger ist der Sohn des Ökonomen Hans Christoph Binswanger. Der bekannte Psychiater und Begründer der Daseinsanalyse Ludwig Binswanger ist sein Grossonkel.

## Veröffentlichungen (Auswahl)

### Bücher
- Information und Entropie. Ökologische Perspektiven des Übergangs zu einer Informationswirtschaft. Dissertation. Campus-Verlag, Frankfurt/New York 1992, ISBN 3-593-34774-1.
- Stock Markets, Speculative Bubbles and Economic Growth. Edward Elgar, Cheltenham 1999, ISBN 1-84064-071-5.
- Die Tretmühlen des Glücks. Wir haben immer mehr und werden nicht glücklicher. Was können wir tun? Herder, Freiburg 2006, ISBN 978-3-451-05809-7.
- Globalisierung und Landwirtschaft. Mehr Wohlstand durch weniger Freihandel. Mit einem Vorwort von Hermann Knoflacher. Picus-Verlag, Wien 2009, ISBN 978-3-85452-583-7.
- Sinnlose Wettbewerbe. Warum wir immer mehr Unsinn produzieren. Herder, Freiburg 2010, ISBN 978-3-451-30348-7.
- Geld aus dem Nichts. Wie Banken Wachstum ermöglichen und Krisen verursachen. Wiley-VCH, Weinheim 2015, ISBN 978-3-527-50817-4.
- Der Wachstumszwang – Warum die Volkswirtschaft immer weiterwachsen muss, selbst wenn wir genug haben. Wiley-VCH, Weinheim 2019, ISBN 978-3-527-50975-1.
- Mehr Wohlstand durch weniger Agrarfreihandel – Landwirtschaft und Globalisierung. Picus-Verlag, Wien 2020, ISBN 978-3-7117-2094-8.
- Die Verselbständigung des Kapitalismus – Wie KI Menschen und Wirtschaft steuert und für mehr Bürokratie sorgt. Wiley-VCH, Weinheim 2024, ISBN 978-3-527-51152-5.

### Wichtige Artikel in Fachzeitschriften
- From Microscopic to Macroscopic Theories: Entropic Aspects of Ecological and Economic Processes. In: Ecological Economics. 8, 1993, S. 209–233.
- The Finance Process on a Macroeconomic Level from a Flow Perspective: A New Interpretation of Hoarding. In: International Review of Financial Analysis. 6, 1997, S. 107–131 (PDF; 2,09 MB)
- Stock Market Booms and Real Economic Activity: Is This Time Different? In: International Review of Economics and Finance. 9, 2000, S. 387–415 (PDF; 140 kB)
- Technological Progress and Sustainable Development: What about the Rebound Effect? In: Ecological Economics. 36, 2001, S. 119–132 (PDF; 122 kB)
- How Important Are Fundamentals? Evidence from a Structural VAR Model for the Stock Markets in the US, Japan and Europe. In: Journal of International Financial Markets, Institutions & Money. Vol. 14, No. 2, April 2004, S. 185–201, doi:10.1016/j.intfin.2003.06.001 (PDF; 144 kB)
- Why Does Income Growth Fail to Make Us Happier? Searching for the Treadmills Behind The Paradox of Happiness. In: Journal of Socio-Economics. Vol. 35, No. 2, April 2006, S. 366–381, doi:10.1016/j.socec.2005.11.040 (PDF; 168 kB)
- Is there a Growth Imperative in Capitalist Economies? A Circular Flow Perspective. In: Journal of Post Keynesian Economics. Vol. 31, No. 4, 2009, S. 709–730, doi:10.2753/PKE0160-3477310410 (PDF; 679 kB)

### Wichtige Artikel in Büchern
- Geld aus dem Nichts: Geldschöpfung der Banken und ihre Folgen für die Wirtschaft in: Währung – Krise – Emotion, Kollektive Wahrnehmungsweisen von Wirtschaftskrisen, Stiftung Universität Hildesheim, Institut für Geschichte (IfG), 2021, Herausgegeben von Sanne Ziethen und Nina Peter, Band 248 der Reihe Edition Kulturwissenschaft, S. 89–107 (PDF-Datei, 212 kB)

## Videos
- Geldschöpfung; Wachstum; Spekulation. Vortrag an der Universität Bayreuth, 7. Mai, 2013.
- Wachstumszwang: Ökonom über Suffizienz, Buy & Hold und die Grenzen des Wachstums! Interview Teil 1/2
- Weitere Videos auf dem YouTube-Kanal von Mathias Binswanger.